# Wharenui
Wharenui ([ˈɸaɾɛnʉ.i]; dobesedno 'velika hiša') je skupna hiša ljudstva Maori na Novi Zelandiji, ki je običajno kot osrednja točka marae. Wharenui se v novozelandski angleščini običajno imenujejo hiše za srečanja ali preprosto whare (bolj splošen izraz, ki se preprosto nanaša na hišo ali stavbo). Sedanji slog wharenui, imenovan tudi whare rūnanga ('hiša za srečanja') ali whare whakairo (dobesedno 'izrezljana hiša'), je nastal v začetku do sredine 19. stoletja. Hiše so znotraj in zunaj pogosto izrezljane s stiliziranimi podobami iwijevih (ali plemenskih) prednikov, pri čemer se slog, uporabljen za rezbarije, razlikuje od plemena do plemena. Sodobne hiše za srečanja so zgrajene v skladu z običajnimi gradbenimi standardi. Uporabijo se lahko fotografije nedavnih prednikov in rezbarije. Hiše imajo vedno imena, včasih ime slavnega prednika ali včasih osebe iz maorske mitologije. Nekatere hiše za srečanja so zgrajene na krajih, ki niso kraj plemena, ampak tam, kjer se zbirajo številni Maori; običajno šola ali visokošolska ustanova s številnimi študenti Maori.
Čeprav hiša za srečanja velja za sveto, ni cerkev ali hiša za bogoslužje, vendar se verski obredi lahko odvijajo pred ali v hiši za srečanja. Pri večini marae v hišo za srečanja ni dovoljeno vzeti hrane.

## Zgodovina
Wharenui so na Novi Zelandiji gradili že več sto let. Do 15. stoletja so wharenui postale bolj dovršeno izrezljane in dovolj velike, da sta bila potrebna en ali dva osrednja pou (stebrička), da preneseta težo strukture. V 18. stoletju med potovanji Jamesa Cooka so on in njegova posadka opazili wharenui, ki so bile dolge 10 metrov in so bile v celoti izrezljane.
Uvedba jeklenih orodij s strani evropskih naseljencev je omogočila povečanje velikosti in obsega wharenui, zato tiste, zgrajene od leta 1840 dalje, postale neposredni predhodniki sloga in strukture sodobnih wharenuijev. Taiporohenui, zgrajena v Manawapou (blizu sodobnega naselja Mokoie v okrožju Južni Taranaki) v 1850-ih, je bila dolga 27,6 metra in široka 9,2 metra. Velikost in obseg Taiporohenui sta simbolizirala nasprotovanje Maorov evropski poselitvi in kolonizaciji tradicionalnih dežel. Maorski voditelj Te Kooti je med novozelandskimi vojnami nadzoroval gradnjo treh ogromnih wharenui. Prva, Tanewhirinaki, ki je bila dokončana v poznih 1860-ih in je v Waioeki, je bila pobarvana v črno, roza in belo. Gradnja Te Whai-a-te-Motu pri Ruatāhuni se je začela leta 1870 in je bila končno dokončana leta 1888. Tretja, Te Tokanganui-a-Noho, je bila zgrajena pri Te Kūitiju leta 1873, potem ko se je Te Kooti umaknil za mejo King Country. Te wharenui so bile uporabljene za sestanke, cerkvene službe in nastanitev. Po izgradnji Te Tokanganui-a-Noho je bilo desetletja ustvarjenih zelo malo wharenui, tiste, ki so bile zgrajene, pa so bile preprostejše in neizklesane.
Do leta 1920 sta marae in wharenui postala simbol maorske kulturne identitete, zlasti med ljudmi brez zemlje. Āpirana Ngata je bil zagovornik oživitve wharenui kot simbola maorske identitete in mana. Vodja Waikato Tainui Te Puea Hērangi je bil velik zagovornik ponovnega razvoja marae v državi, kar je privedlo do izgradnje wharenui v Tūrangawaewae v Ngāruawāhii in Te Puea Memorial Marae, prve urbane marae v Aucklandu.
V 19. in začetku 20. stoletja so misijonarji in kristjani obsodili whakairo, ki prikazuje genitalije, in odstranili penise prednikov z rezbarij na wharenui. Nasprotovanje rezbarijam, ki prikazujejo genitalije, se je nehalo v 1940-ih.

## Struktura
Stavba pogosto simbolizira prednika plemena wharenui. Različni deli stavbe predstavljajo dele telesa prednika.
- Koruru na konici zatrepa na sprednji strani wharenui lahko predstavlja glavo prednika.
- Maihi (diagonalne pokrovne obloge) pomenijo roke; konci maihi se imenujejo raparapa, kar pomeni 'prsti'.
- Tāhuhu (slemenska lega) predstavlja hrbtenico.
- Heke ali špirovci pomenijo rebra.
- Beseda poutokomanawa (za notranji osrednji steber) dobesedno pomeni 'steber, ki podpira srce'.

Druge pomembne komponente so:
- Amo, navpični nosilci, ki držijo konce maihija
- Poupou, pokončne izrezljane plošče, ki obdajajo notranje stene verande in notranjosti
- Kūwaha ali vhodna vrata, skupaj s preklado ali vratno preklado
- Paepae, vodoravni element na tleh na sprednji strani wharenui, ki deluje kot prag stavbe
- Marae ātea je zelo pomemben odprt prostor neposredno pred wharenui, ki se uporablja za dobrodošlico obiskovalcem na marae in služi kot prostor za razpravo o vprašanjih.[5]

## Protokoli
Hiše za srečanja so središče vseh kulturnih, poslovnih ali drugih zadev, ki so pomembne za iwi kot celoto.
- Običajno je bilo obiskovalcem vasi dovoljeno ostati v hiši za srečanja ponoči.
- Slovesni dogodki, vključno s poroko in pogrebom, običajno potekajo v hiši za srečanja ali na marae ātea pred hišo.
- Stroga pravila obnašanja na splošno urejajo uporabo wharenui, ki velja za področje enotnosti in miru. Če bi kdo postal jezen ali fizično nasilen, bi ga prosili, naj zapusti hišo, dokler ne obvlada svojega temperamenta.